# Juan Carlos Sarmiento
Juan Carlos Sarmiento Jiménez es un piloto de rally y de otras competencias automovilísticas. Nació en la ciudad de Oaxaca, en México, y fue campeón de la Carrera Panamericana en dos ocasiones.

## Inicios
Sarmiento inició su participación en el automovilismo en 1996, cuando participó en competencias de arrancones de 1/4 de milla, en el Autódromo Hermanos Rodríguez de la Ciudad de México, alcanzando el subcampeonato nacional. En los siguientes años continuó participando en este tipo de competencias y también en slalom, alcanzando dos primeros lugares en esta disciplina; el primero durante la IV Copa Renault, efectuada en el año 2000 en el Autódromo de Pachuca de la ciudad del mismo nombre, en el estado mexicano de Hidalgo y el segundo en el Porsche World Show, en 2002, efectuado en la Pista Pegaso de la ciudad mexicana de Toluca. Durante este período, inició también su participación en las competencias de rally, en la Carrera Panamericana y en el Campeonato Vintage mexicano.

## Carrera Panamericana

### Primera etapa: la etapa del "volcho" (1997-2002)
Su primera participación en rally fue durante la Carrera Panamericana de 1997, donde alcanzó el séptimo lugar en la categoría Turismo Mayor. A partir de ahí, se volvió competidor permanente en la misma durante los siguientes ocho años. En 1998 alcanzó el sexto lugar de la misma categoría, en 1999 el quinto lugar, y en 2000 el quinto de Turismo Mayor, nuevamente, pero ahora también se colocó en los primeros diez de la clasificación general, en el noveno lugar. En 2001 repitió su posición en Turismo Mayor y se colocó en la décima posición general. En 2002 alcanza sus mejores posiciones hasta esa fecha y se coloca en el tercer lugar de la categoría Turismo Mayor y en la sexta posición de la clasificación general.
Hasta esa fecha, Sarmiento había participado con un VW Sedán 1954, equipado con un motor 2000cc, realizado por el preparador Gilberto ("Beto Jünker") Gallardo, con el cual destacó en esos años por ser el único vehículo pequeño en una categoría de automóviles grandes. Este automóvil fue considerado el vehículo de cuatro cilindros más rápido de la Panamericana de 2000 a 2002.

### Segunda etapa: la etapa del Studebaker (2003-2005)
En 2003 Sarmiento cambió su vehículo de competencia, usando a partir de ese año un Studebaker Champion 1953, el cual le daba 500 HP que podrían ayudarle a mejorar su desempeño en la competencia y así fue. En la edición de ese año finalizó en el segundo lugar absoluto de la categoría Turismo Mayor y en el segundo lugar absoluto de la competencia.
Esa había sido su mejor posición en la competencia, sin embargo, la cúspide de su participación la alcanzó en 2004, cuando fue proclamado el campeón de la Carrera. Este resultado lo repetiría en 2005, alcanzando el bicampeonato, a pesar del crítico estado de salud en el que se encontró durante los meses previos a la competencia.

### Tercera etapa: como auxiliar de la Carrera
Después de su segundo triunfo tuvo que retirarse de la competencia por prescripción médica. Sin embargo, después de un año de convalecencia, volvió a participar en la competencia aunque no como corredor, sino como conductor del auto insignia de los años 2007 a 2010.
En las ediciones 2011 y 2012 de la Carrera Panamericana Sarmiento participó como parte de los servicios médicos y de seguridad de la competencia.

## Rally
Su experiencia como piloto de rally abarca desde la Carrera Panamericana hasta el Campeonato Mexicano de Rally. También ha participado en competencias de su localidad, así como en especiales de larga duración como el Rally Desafío de la Frontera, llevado a cabo en la frontera de México y Estados Unidos en 2004 y donde tuvo una destacada participación. Finalizó en el tercer lugar absoluto. Antes había participado en otro rally de este tipo, recorrido de Las Vegas, Estados Unidos, a Cancún, México, en el 2000, alcanzando el cuarto lugar absoluto.
A pesar de su retiro de las competencias de alto nivel, Juan Carlos Sarmiento ha continuado su participación como piloto de rally, como en el Rally Sierra Juárez 2007 (parte del Campeonato Mexicano de Rally) y el cual abandonó por un accidente.
Así mismo, participó en el Rally México en sus ediciones 2008, 2011 y 2012 y en el Rally NACAM (el Campeonato de Rally FIA para las regiones de América del Norte y América Central) en 2009, 2010 y 2011.